# Jiří Kulich
Jiří Kulich (* 26. května 1961 Sušice) je český biolog a pedagog, dlouholetý zastupitel obce Horní Maršov na Trutnovsku, v letech 2020 až 2024 člen předsednictva Zelených.

## Život
Vystudoval Přírodovědeckou fakultu Univerzity Karlovy a své vzdělání si doplnil na Pedagogické fakultě UK. Dlouhodobě se věnuje ekologické výchově, vzdělávání a osvětě. Se svou manželkou založili jedno z prvních a nejvýznamnějších středisek ekologické výchovy, které působilo nejprve na Rýchorách a nyní v Horním Maršově. Dnes je ředitelem "Střediska ekologické výchovy a etiky SEVER" a členem předsednictva Společnosti pro trvale udržitelný život (STUŽ). Veřejně se angažuje i v mnoha jiných funkcích. Je zastupitelem v Horním Maršově, členem Rady vlády pro neziskové organizace, Pracovní skupina pro vzdělávání pro udržitelný rozvoj), místopředseda vědecké sekce Rady Krkonošského národního parku (KRNAP).
V roce 2004 získal se svou ženou Cenu Josefa Vavrouška. V roce 2005 získal Cenu ministra životního prostředí.
Jiří Kulich žije v obci Horní Maršov na Trutnovsku. S manželkou Hanou má dvě dcery – Kateřinu a Barboru.

## Politické působení
Zúčastnil se rovněž voleb do Senátu PČR v roce 2008, kdy kandidoval za Stranu zelených v obvodu č. 39 - Trutnov. Se ziskem 4,18 % hlasů však skončil na posledním 6. místě a do druhého kola ani nepostoupil.
Ve volbách do Evropského parlamentu v roce 2014 kandidoval na 21. místě kandidátky Strany zelených, ale neuspěl. V komunálních volbách v roce 2014 kandidoval jako člen Zelených za subjekt "Maršov do Evropy" do Zastupitelstva obce Horní Maršov, ale neuspěl (skončil jako druhý náhradník). Úspěšní kandidáti však na mandáty rezignovali a Kulich se stal zastupitelem obce. Ve volbách v roce 2018 mandát zastupitele města obhájil, když jako člen Zelených vedl kandidátku subjektu "Žít v Maršově". Stejně tak ve volbách v roce 2022.
V krajských volbách v roce 2016 kandidoval jako člen SZ na kandidátce subjektu "Piráti a Strana zelených + Změna pro Královéhradecký kraj" do Zastupitelstva Královéhradeckého kraje, ale neuspěl. Za Zelené také kandidoval v Královéhradeckém kraji ve volbách do Poslanecké sněmovny PČR v letech 2010, 2013 a 2017, ale ani jednou neuspěl.
V lednu 2020 byl zvolen a v lednu 2022 znovuzvolen členem předsednictva Zelených. Funkci zastával do března 2024.